# Dzihunia turdakovi
Dzihunia turdakovi är en fiskart som beskrevs av Prokofiev 2003. Dzihunia turdakovi ingår i släktet Dzihunia och familjen grönlingsfiskar. Inga underarter finns listade i Catalogue of Life.